# Moutabea aculeata
Moutabea aculeata är en jungfrulinsväxtart som först beskrevs av Hipólito Ruiz López och Pav., och fick sitt nu gällande namn av Poeppig och Endlicher. Moutabea aculeata ingår i släktet Moutabea och familjen jungfrulinsväxter. Inga underarter finns listade i Catalogue of Life.